# Gentiana cachemirica
Gentiana cachemirica là một loài thực vật có hoa trong họ Long đởm. Loài này được Decne. mô tả khoa học đầu tiên năm 1843.